# حنان روبين
حنان روبين هو محامي ونقابي وسياسي إسرائيلي، ولد في 10 أغسطس 1908 في برلين في ألمانيا، وتوفي في 24 أكتوبر 1962 في إسرائيل. نشط حزبياً في حزب العمال الموحد. وقد انتخب عضو الكنيست ‏ (14 فبراير 1949 – 24 أكتوبر 1962).